# Banua Sibohou III
Banua Sibohou III is een bestuurslaag in het regentschap Nias Utara van de provincie Noord-Sumatra, Indonesië. Banua Sibohou III telt 337 inwoners (volkstelling 2010).